# Rio della Tana

Rio de la Tana et rii adjacents

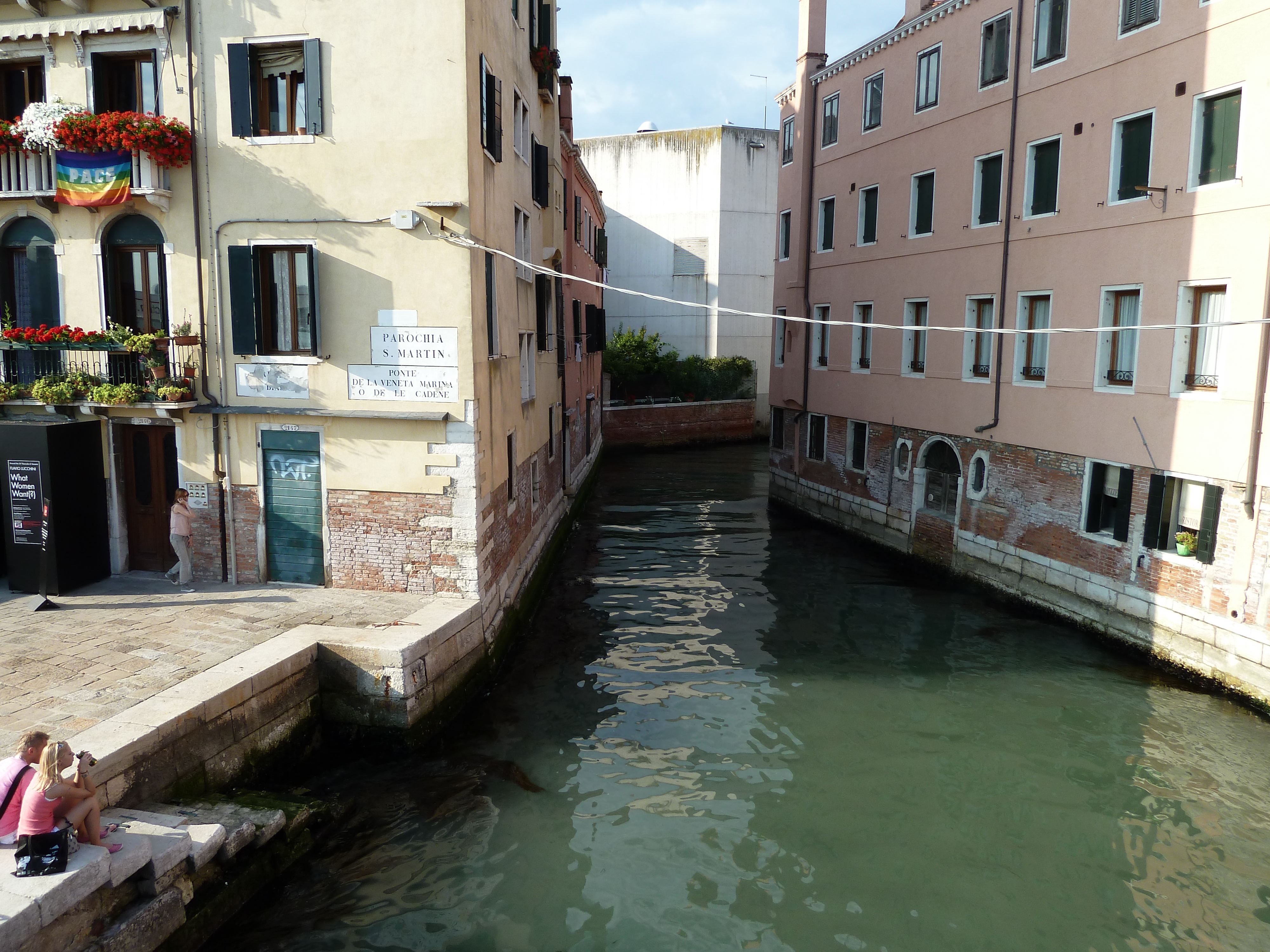
Début du rio à l'est

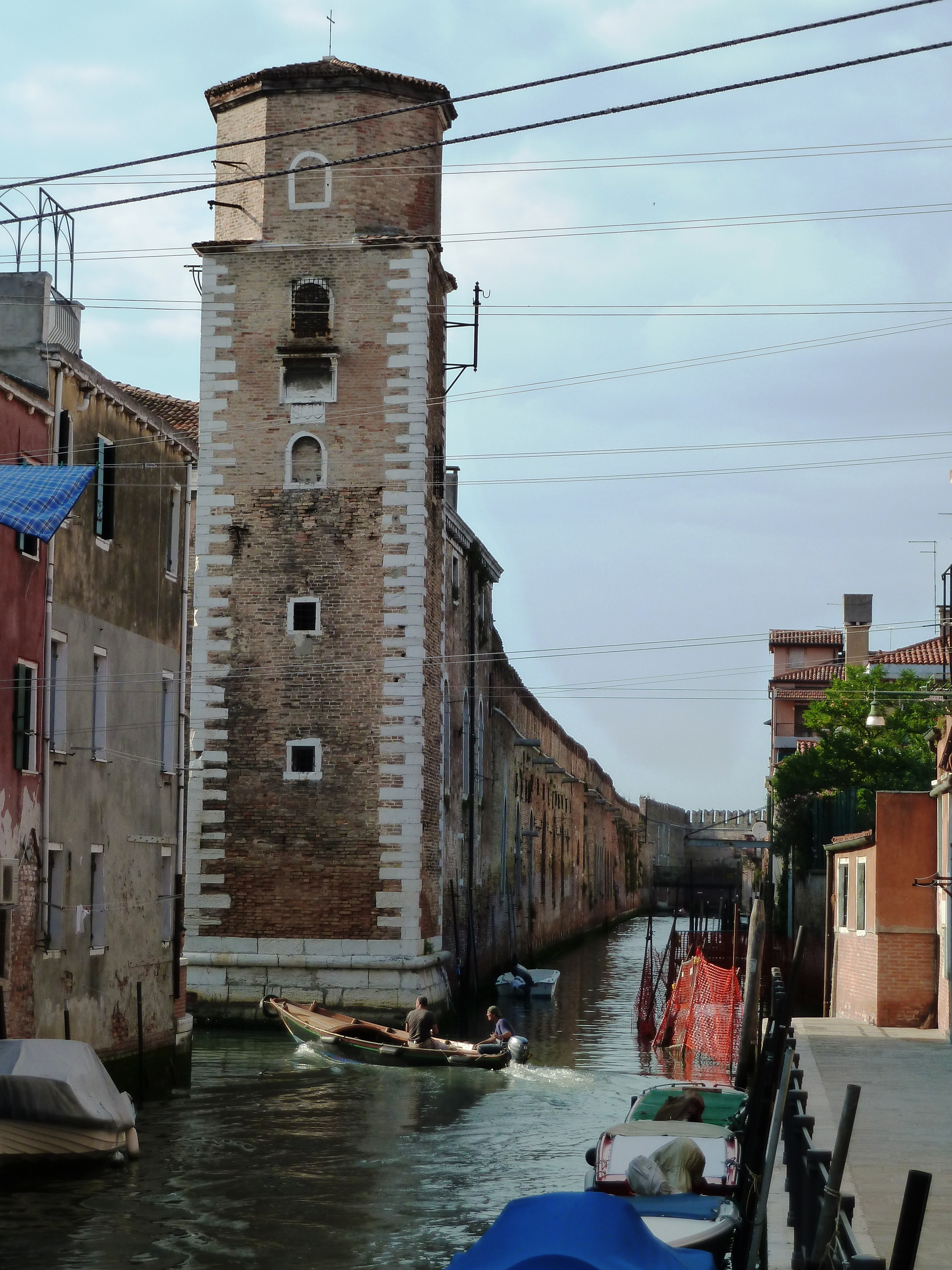
La tour des SS. Pierre et Paul et à sa droite le rio de San Gerolamo

Le rio della Tana (en vénitien de la Tana) est un canal de Venise dans le sestiere de Castello.

## Origines
Le nom provient du nom d'une ville à l'embouchure du fleuve Don, d'où provenait le chanvre utilisée dans la production des cordes dans les ateliers de la Tana, le Grand Atelier de corderie.

## Le Teza longa de la Tana

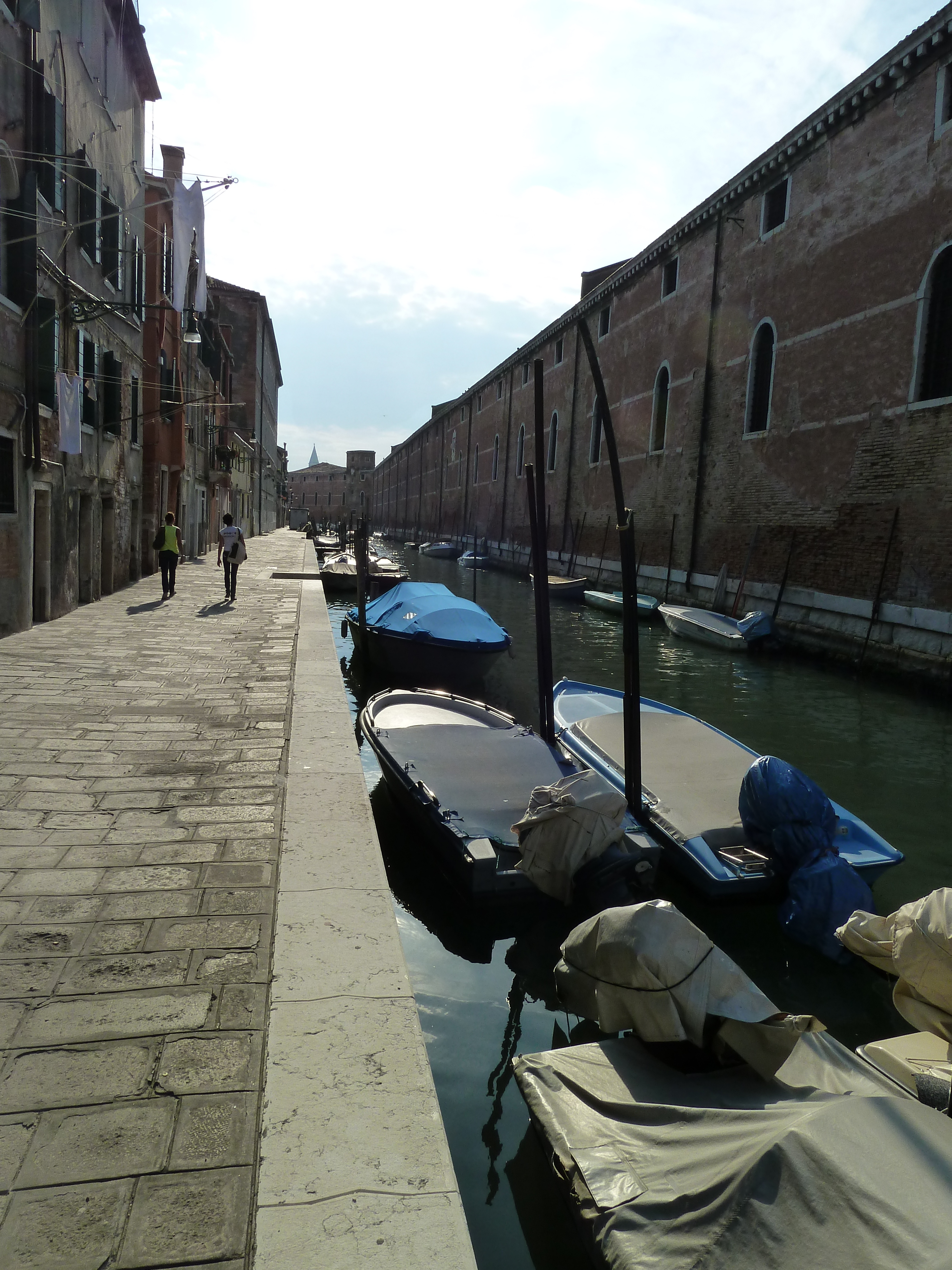
Le rio longeant le Teza longa

La Tana avait le monopole de la fabrication des câbles et cordes pour le service des canaux navigables de guerre et de commerce. Le nom proviendrait du marais qui fut asseché comme terrain pour sa construction, mais une autre version renvoie à Tana(is), lieu de récolte de la chanvre.
Les galères et d'une façon générale les navires à voile demandaient une quantité considérable de cordages d'épaisseur différente:  du cordino mince pour coudre les voiles à la grosse cime pour les ancres et les amarrages, utilisé par le haubanage pour les manœuvres fixes au nécessaire pour les manœuvres courantes.
Le 7 juillet 1302, le Maggior Consiglio délibérait de la construction d'un bâtiment où concentrer le filage des cordages et au dépôt du chanvre. En concomitance avec le premier agrandissement de l'arsenal, qui concerna la campagne située au sud du lac de San Daniele, le nouveau bâtiment en briques était déjà prêt en 1303. Nommé Caxa del canevo, mais aussi teza longa de la Tana. En 1440, à la suite de l'explosion de la poudrière (caxa de le polveri), la partie du bâtiment y contiguë à l'est, subit des dommages tellement considérables qu'elle dut être démolie. La reconstruction se prolongea jusqu'en 1449.
En 1579, en lieu et place du caxa du canevo commença la construction du teza longa de la Tana, tel que venu à nous, d'après un projet de l'architecte Antonio Da Ponte, déjà célèbre par la réalisation du pont du Rialto, même si l'étage des travaux dut tenir compte des observations du noble Marcantonio Barbaro, architecte expert, ami du Palladio et surtout sénateur influent, provéditeur à l'Arsenal entre 1583 et 1585. Il exprima des doutes quant à la luminosité intérieure du bâtiment ainsi qu'au coût estimé pour la réalisation des voûtes murées couvrant les navires et le sénat approuva la modification du projet d'origine, remplaçant les voûtes de couverture par les coridori de sora. Les œuvres déjà achevées entretemps ne durent cependant pas être démolies et au cours de 1583 s'acheva l'usine.
Le nouveau teza longa de la Tana mesurait 315 mètres de longueur, avec un module répété de travées de colonnes à sept mètres l'un de l'autre; la largeur est de 21 mètres reparti en trois nefs de deux files parallèles de 43 grosses colonnes en style toscan sur le côté, circulaires et en briques, qui soutiennent les deux couloirs (coridori de sora) latéraux, à la hauteur de 7,20 mètres.  La hauteur interne du bâtiment y compris les deux soupentes, est d'environ 9,7 mètres rapporté au sottocapriata. Les fenêtres qui illuminent les coridori de sora furent récupérées des anciennes corderies du XIVe siècle.
La fonctionnalité du bâtiment fut améliorée à l'occasion de la reconstruction, grâce à son développement en longueur qui répondait à l'exigence de travailler des câbles les plus longs possibles. À l'intérieur du teza longa de la Tana furent mis, d'un côté les chevalets avec le mécanisme à manivelle pour retordre les torons, suivi du chariot réglant l'avancement et, à l'autre bout le traîneau alourdi par des grosses pierres tenant en traction le câble. Le long du bâtiment furent disposés une série de chevalets avec des piquets pour soutenir le poids de la corde qui était en train d'être produite. La tradition vénitienne édictait que les cordes de vaisseau soient composées exactement de 1 098 fils de chanvre tortillé. 
À partir de l'angle sud-ouest (jusqu'où le mur d'enceinte longe le rio de San Daniele, aujourd'hui rio de San Gerolamo), pour la presque totalité de sa longueur, le bâtiment forme la limite méridionale de l'arsenal. L'architecture extérieure est caractérisée par le haut zoccolatura au bugnato rustique, rythmé par des fenêtres à l'arc plein cintre et des petites ouvertures rectangulaires sous la corniche;  la longueur insolite est accentuée par les marquages d'étage horizontales.
À hauteur de la tour du milieu, pendant que le teza longa de le Tana continue à l'intérieur pour encore cent mètres de plus, le mur de limite plie par contre vers le sud-est, accueillant au sommet et sur l'intérieur large du triangle quelques bâtiments de service, alors que le reste de la zone est occupé par la cour dont la porte d'entrée s'ouvre sr le campo de l'Arsenal.
Cette solution fut dictée par le fait que depuis sa fondation la Tana fut conçue comme corps autonome et détaché du reste de l'arsenal avec lequel elle fut reliée seulement en 1779.  Le bâtiment dispose aussi d'une propre porta da tera et d'une porta da mar. Ressortant de la corderie du XIVe siècle, les deux beffrois de surveillance le long du bâtiment sont appelés l'un des Saints Pierre et Paul sur l'angle sud-est, restauré en 1526 et vers l'ouest celui de mezo, à l'angle où le bâtiment de service diverge de la Tana. À la chute de la République, la Tana cessa ses activités.
Les interventions du XIXe siècle ont divisé le bâtiment avec deux cloisons qui en ont irrémédiablement défiguré la continuité spatiale, ne permettant plus de jouir de la perspective des 315 mètres de longueur de l'usine, ou le spectacle offert par les chevrons découverts, élément constant dans tous les bâtiments de l'arsenal. Aussi les coridori de sora furent modifiés et l'ancienne ancre en bois fut abattue et reconstruite en béton.
Des restaurations soignées ont transformé le teza longa de la Tana en surface d'exposition pour la Biennale de Venise.

## Description
Le rio de la Tana a une longueur de 529,8 mètres, divisé en trois segments : 
- le TANA1 reliant du sud au nord le rio di Sant'Anna à celui de San Gerolamo (55,8 m);
- le TANA2 reliant d'est en ouest le TANA1 au TANA3 (453,3m);
- le TANA3 constituant l'embouchure dans le bassin de San Marco (20,7 m).

## Situation
Ce rio longe :
- le fondamenta della Tana ;
- l'Arsenal de Venise ;
- l'église San Biagio ;
- le palazzetto dello Sport ;
- l'église San Francesco di Paola;
- la maison de Frères Bandiera.

## Ponts
Ce rio est traversé par trois ponts, d'est en ouest : 

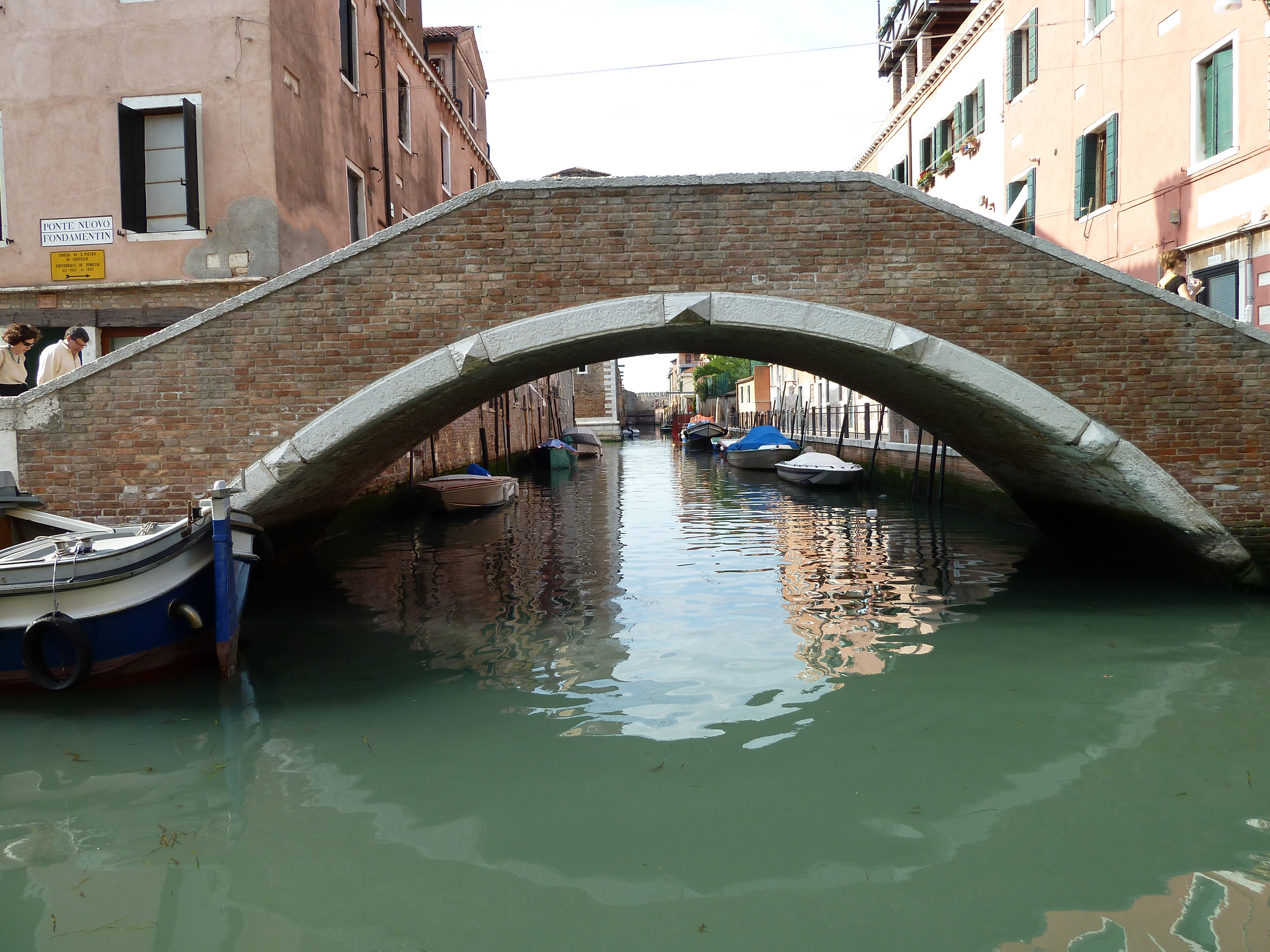
Ponte Novo longeant le rio de Sant'Ana et reliant Fondamenta san Gioachin et Via Garibaldi
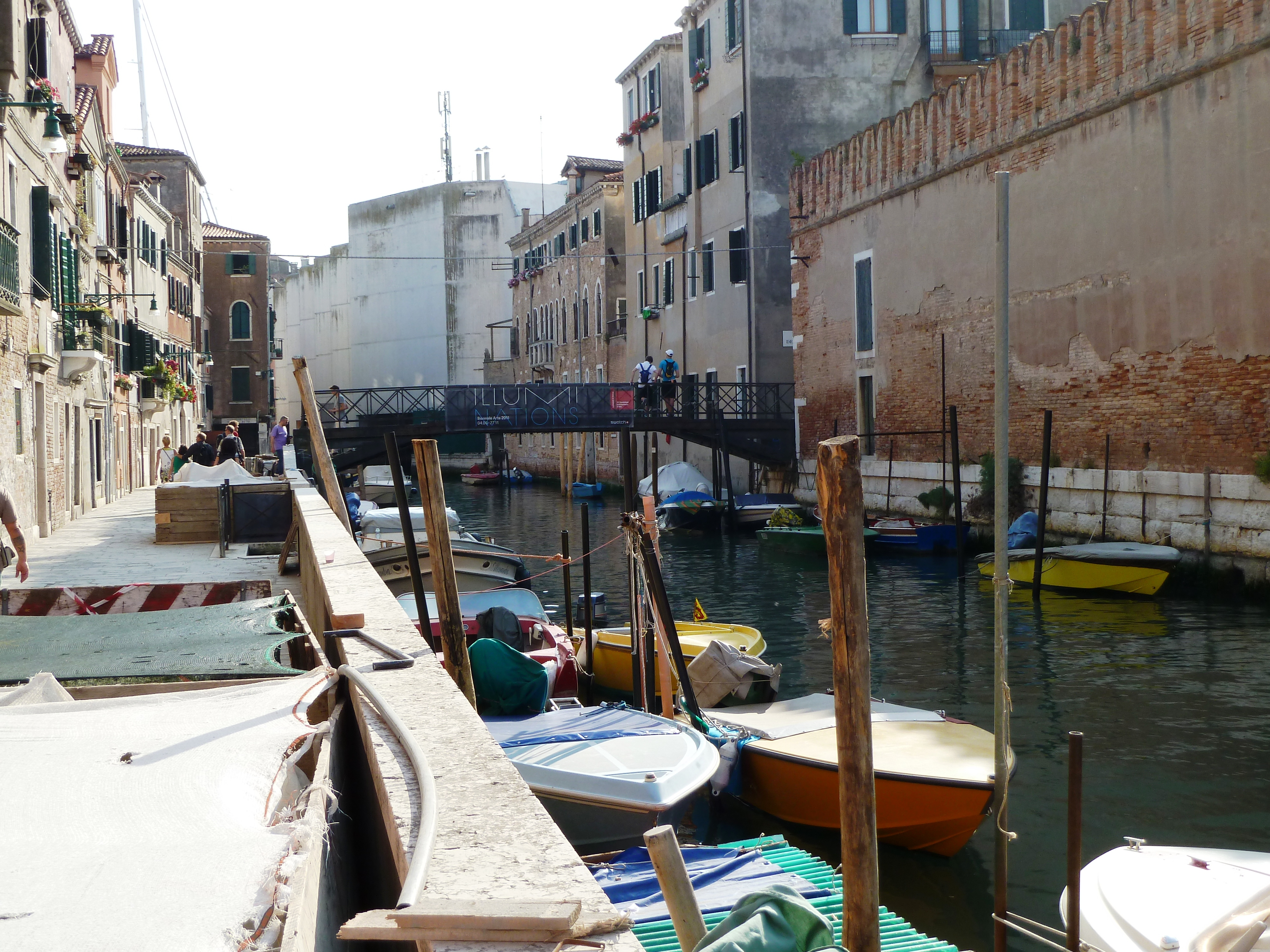
Ponte de la Tana reliant campo et fondamenta éponymes
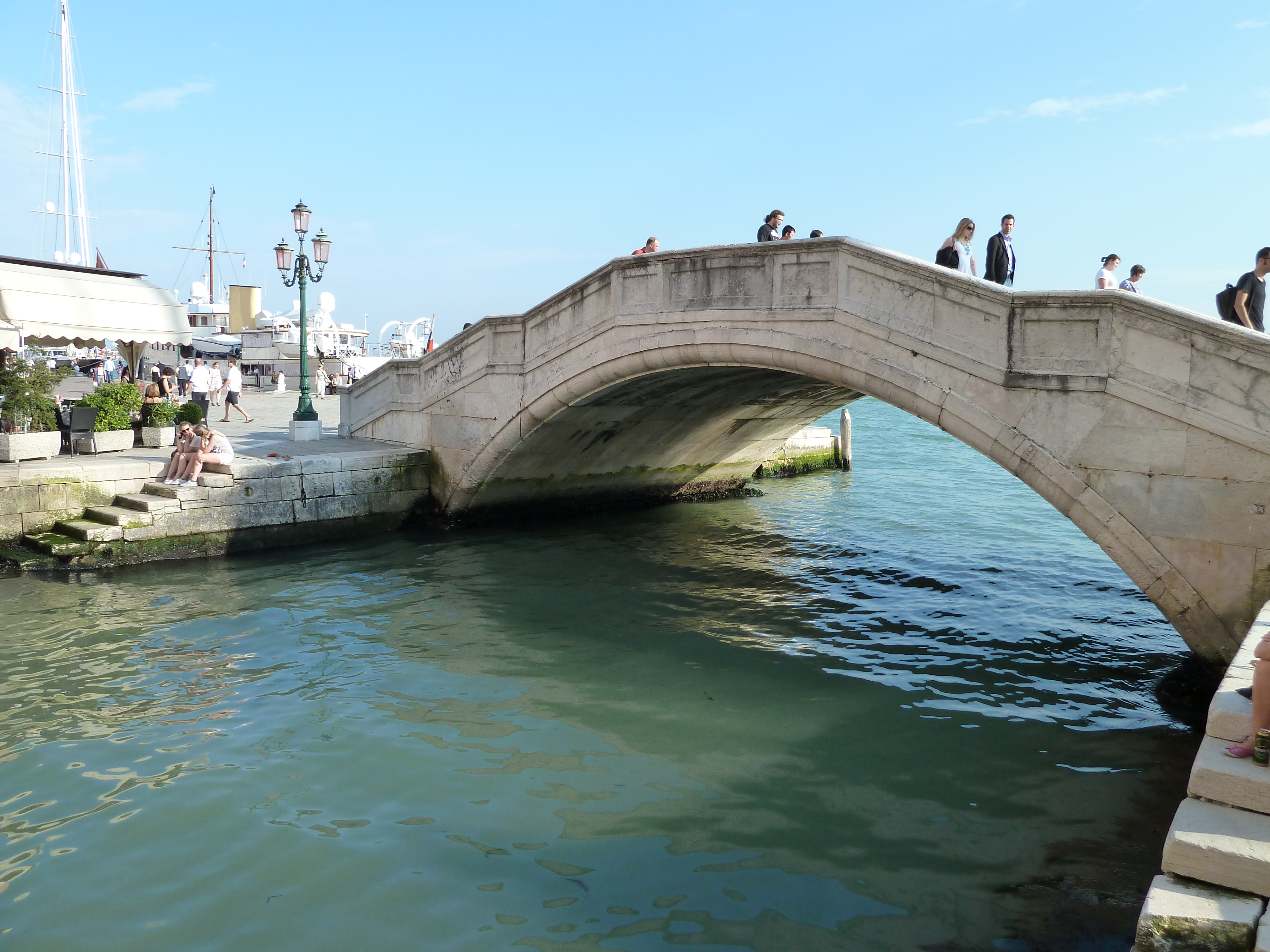
Ponte de la Veneta Marina ou de le Catene[1] reliant Via Garibaldi et riva Sette Martiri à la Riva San Biasio